# Нарсісс Ямеого
Нарсісс Ямеого (фр. Narcisse Yaméogo, нар. 19 листопада 1980, Уагадугу) — буркінійський футболіст, що грав на позиції півзахисника, зокрема за національну збірну Буркіна-Фасо.

## Клубна кар'єра
У дорослому футболі дебютував 1999 року виступами за команду «АСФ Бобо». За два роки перейшов до сенегальського клубу «Жанна д'Арк», де був помічений скаутами португальської «Браги».
Перебравшись до Португалії, протягом сезону грав здебільшого за «Брагу Б» і провів за головну команду клубу лише 4 гри у Прімейрі. А вже з наступного сезону грав за друголіговий «Портімоненсі», після чого на тому ж рівні виступав за «Ольяненсі», а в третьому португальському дивізіоні захищав кольори «Рібейрана».
2008 року грав у складі катарського клубу «Аль-Ріффа», після чого повертався до «Портімоненсі», а сезон 2009/10 провів граючи за азербайджанський «Мугань».
Завершував ігрову кар'єру у 2010–2012 роках виступами у третьому дивізіоні першості Португалії за команди «Уніан Мадейра» та «Камаша».

## Виступи за збірну
1999 року дебютував в офіційних матчах у складі національної збірної Буркіна-Фасо.
У складі збірної був учасником Кубка африканських націй 2002 року в Малі, Кубка африканських націй 2010 року в Анголі, а також Кубка африканських націй 2012 року в Габоні та Екваторіальній Гвінеї.
Загалом протягом кар'єри у національній команді, яка тривала 14 років, провів у її формі 29 матчів, забивши 5 голів.